# Kralj Theoden
Theoden je lik iz knjige Gospodar prstenova. U filmovima Gospodar prstenova: Dvije kule i Gospodar prstenova: Povratak kralja ga tumači britanski glumac Bernard Hill.

## Povijest života
Thoeden Ednew je rođen 2948. godine Trećega doba. Nakon smrti oca Thengela 2980. g. Trećega doba postao je kralj Rohana. Imao je jednoga sina Theodreda, a žena mu je umrla tijekom porođaja. Nakon smrti svoje sestre Theodwyn in njenog muža, posvaja njihovu djecu, Eomera i Eowyn.  
Do izbijanja Rata za Prsten vlada 30 godina i sudjeluje u mnogim bitkama, međutim, kroz godine ostari i biva izmoren. To je sjajna prilika za Gujoslova koji mu tada zatruje um i polako preuzmima vlast u kraljevstvu. U to vrijeme Rohan napadaju orci pod Sarumanovom vlašću i u bitci na gazovima rijeke Isen mu umire sin, te njegov nasljednik postaje nećak Eomer. No pod utjecajem Gujoslova Theoden ga daje uhititi kada je napao skupinu orka. Tada u Rohan dolaze Gandalf, Aragorn, Legolas i Gimli te Gandalf oslobađa Theodena od utjecaja Gujoslova. Theoden odmah protjera Gujoslova i oslobađa Eomera. Odmah kreće u Helmovu klisuru kako bi se obranio od orka iz Isengarda. Uspijeva postići pobijedu te dobiva nadimak Ednew (obnovljeni) nakon ćega odmah odjaha u pomoć Gondoru. U bitci na Pelennorskim poljima Rohanci pritisnu neprijatelja i Theoden napada Kralja-vješca. Međutim njegov konj Snowmane se uplašio zvijeri na kojoj je Kralj-vještac jahao te pada na Theodena i usmrti ga. 